# Оксалат калия
Оксала́т ка́лия — соль калия и щавелевой кислоты с формулой K2C2O4. Образует бесцветные кристаллы. Растворяется в воде. Образует кристаллогидрат состава K2C2O4•H2O.

## Характеристики
В природе содержится в соке кислицы. Синтезируют из щавелевой кислоты и гидроксида калия или карбоната калия. Моногидрат представляет собой бесцветные кристаллы, хорошо растворимые в воде. При температуре выше 100 °C теряет воду, полученный ангидрат имеет температуру плавления 397 °C. При дальнейшем нагревании выше 500 °C происходит разложение с выделением монооксида углерода и образованием карбоната калия.
При комнатной температуре кристаллы соли имеют ромбическую решётку, при повышении температуры ангидрат кристаллизуется в тетрагональную решётку.

## Реакции
Окисление серной кислотой
{\displaystyle {\ce {K2C2O4 + 2 H2SO4 -> H2O + 2 KHSO4 + CO ^ + CO2 ^}}}
Реакция с хлоридом железа(ΙΙΙ), в результате чего образуется триоксалатоферрат(III) калия
{\displaystyle {\ce {FeCl3 + 3 K2C2O4 -> K3[Fe(C2O4)3] + 3KCl}}}